# 水理学

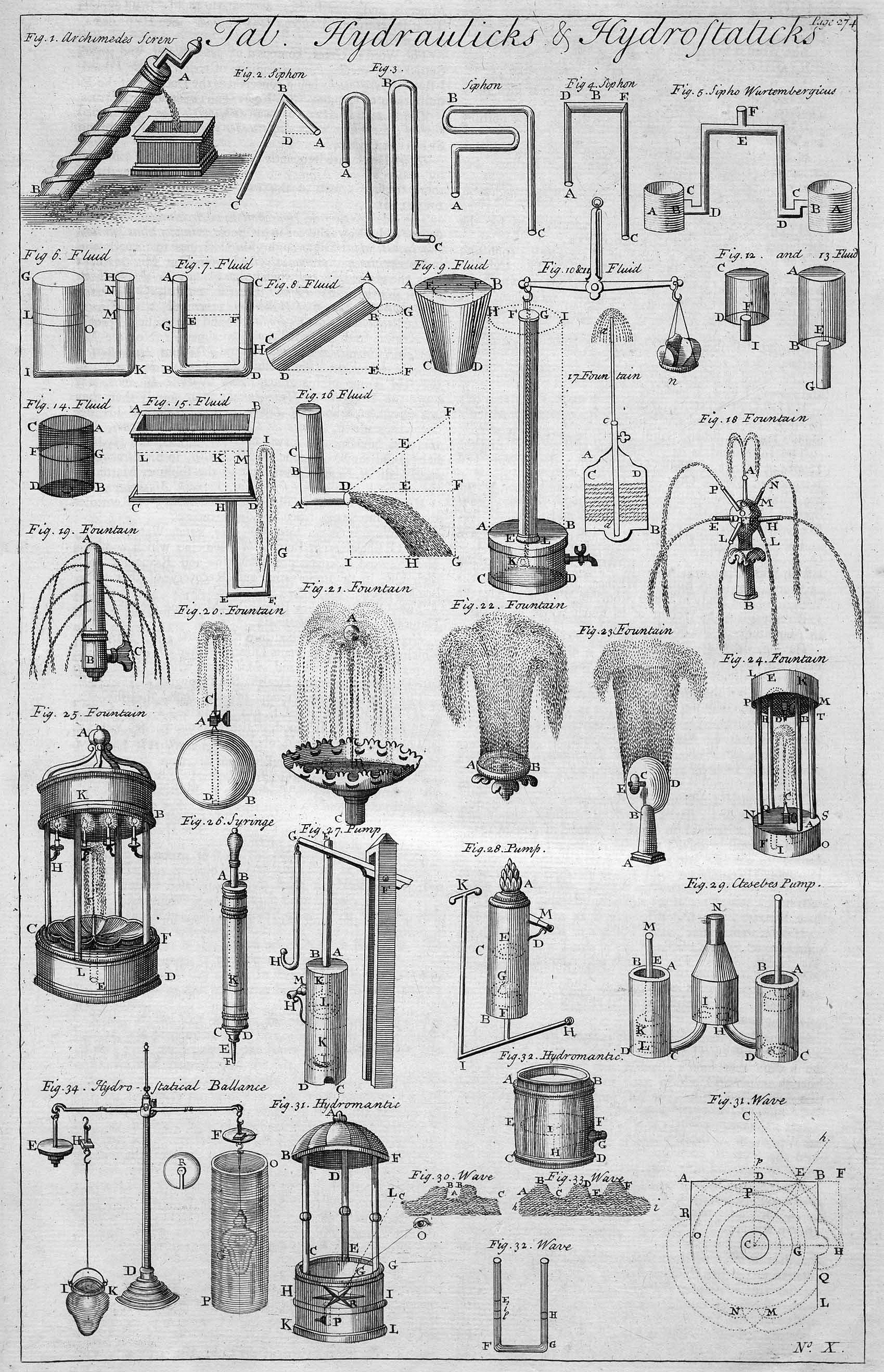
水理学と静水学に関する表。サイクロペディア（1728年）より

水理学（すいりがく、英語: hydraulics）とは、水の流れに関する力学を研究する学問である。水力学（すいりきがく、英語: hydrodynamics）とほぼ同じ学問であるが、概要で述べるように、歴史的・伝統的、その他の理由により両者は区別される。

## 概要

水理学と他の学問との関係

古代四大文明が全て河川に沿って誕生・発展したように、古来から水と人間の生活は密接な関係を持っており、その中で「水理学」は特に水の物理的挙動（流れ）を対象とした学問であり、河川工学、海岸工学、水道工学、水資源工学、農業工学、防災工学などの基礎となっている。
流体力学の一分野である水力学も同じく水の流れを研究する学問である。しかし歴史の項で述べるとおり、流体力学は18世紀に誕生した学問であるが、水理学は水力学（流体力学）が誕生する前から存在しているため、現在では歴史的・伝統的に区別される風潮がある。実際に、土木工学や農業工学等では「水理学」と呼ばれるのに対し、機械工学や化学工学の分野では「水力学」が使われる。その他、水理学と水力学・流体力学ではエネルギー逸散率の取り扱いが異なる。また、「学問的に水理学は水力学の下位にある」と言われることもある。一方、基礎力学の確立と流体力学の誕生で述べるように、ダニエル・ベルヌーイとヨハン・ベルヌーイは、『Hydrodynamica』（水力学）と『Hydraulics』（水理学）という本を1738年と1742年にそれぞれ出版しており、当時は水理学と水力学の区別がなかったと考えられる。

### 学問体系
水理学の学問体系はおおむね以下のようになっている。
| 基礎                                                                                   | 完全流体 | 実在流体 |
| -------------------------------------------------------------------------------------- | --- | --- |
| - 水の性質 - 密度 - 粘性 - 圧縮性 - 表面張力 - 圧力 - 静水力学 - 浮力 - 浮体の安定問題 | - 渦なし流れ - ポテンシャル流理論 - 浸透流 - 波動 - 渦あり流れ - 強制渦 - オイラー方程式 (流体力学) - 連続式、ベルヌーイの定理、流れの運動量保存則 - 渦糸モデル | - ニュートン性流体 - ナビエ・ストークス方程式 - 微分形（運動量形式） - 積分形（エネルギー形式） - 一次元解析法 - 境界層理論 - 層流 - 乱流 - 相似律 - 定常流 - 開水路、管路 - 非定常流 - 開水路、管路 - 非ニュートン性流体 |

水理学の大まかな学問体系図

### 応用例
水理学は以下のような場所で現実へ応用されている。
| 計測機器 | 建造物                                                                          | その他                                                                       |
| --- | ------------------------------------------------------------------------------- | ---------------------------------------------------------------------------- |
| - 管路 - ピトー管（流速） - ベンチュリー管（流量） - オリフィス板（流量） - 開水路 - 堰（流量） - ベンチュリフルーム（流量） | - 上水道の管網計算 - ポンプ - 水車 - ダム - 水門 - 用水路 - 防波堤 - サイフォン | - 水中構造物の抵抗計算 - オリフィス - サージタンク - 洪水流の予測 - 津波予測 |

## 歴史
水理学の歴史は古く、静水力学の基礎は紀元前から存在する。以下にその歴史の概略を示す。

### 古代における水理学

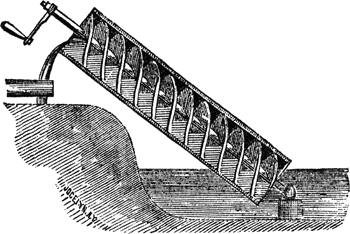
アルキメディアン・スクリュー

古代の四大文明はそれぞれ黄河、インダス川、チグリス川・ユーフラテス川、ナイル川という大きな河川の周囲で発達した。これにより、人間の生活と水の流れが結びついたが、この時代の水理学は科学的な理解はほとんどなく、経験的な技術によって支えられていた。
その後、古代ギリシア時代において、水理学が誕生し、アレクサンドリア学派によって、いくつかの発明がなされた。例えば、クテシビオスは、紀元前2世紀ごろに消火ポンプを発明し、さらにhydraulic（水理学的）という形容詞を初めて使った。また、アルキメデスは、揚水ポンプとしてアルキメディアン・スクリュー（アルキメデスのねじ）を発明し、さらに浮力の解析を行ってアルキメデスの原理を確立した。
古代ローマになると、コロッセオのような巨大な建造物の建設があり「巨大土木時代」といわれているが、ギリシア時代に理解された科学的な概念が使われることはなく、学問的には後退したと評価される。しかし、ローマ水道のような水道の設計法などの発達があった。ウィトルウィウスは『建築書』を皇帝アウグストゥスに献上し、また、セクストゥス・ユリウス・フロンティヌスは「泉から水を導水し貯水池に貯め、公衆浴場等に給水する」といった基礎的な形式を作り上げた。しかしながら、これら壮大な建造物の設計は経験的な知識に頼っており、「開水路」としての抵抗則などは全く理解されたものではなかった。

### 水理学の確立

#### ヨーロッパ暗黒時代とルネサンス

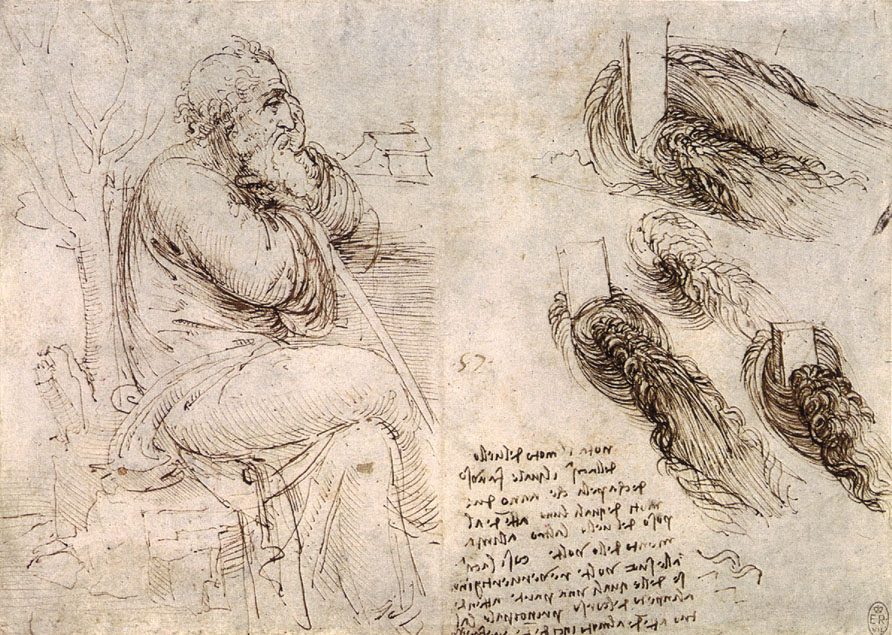
ダ・ヴィンチの書いた橋脚周りの乱流のスケッチ

中世ヨーロッパの暗黒時代において、水理学もまた他の科学と同様に大きな発展をみせることはなかった。ただし、全く発展がなかった訳ではなく、例えば先のアルキメディアン・スクリューが水車に応用されるなど、わずかながらの発展は存在した。
結局、古代ギリシア時代に誕生した水理学は、暗黒時代では大きな発展をみせることなく、14世紀に入りルネサンスが起こると、ようやく発展することになる。
ルネサンスの時代において最も重要な人物の1人がレオナルド・ダ・ヴィンチである。彼は、アルノ川の改修工事を行ったり、ロアール川、ソーヌ川といった河川の改修・運河を設計した。さらに、『水の運動と測定』を書き開水路流れなどに対して科学的な考察を加えたり、定性的ではあるが「流れの連続式」を初めて明示し、確立させた。晩年には、ロアール川のベンチに座っている自画像と共に橋脚周りの流れを詳細にスケッチしており、このスケッチに描かれている流れは現在の水理学の観点からみてもほとんどおかしな点はない。このように、ダ・ヴィンチは水理学に初めて科学的な考察を加えた人間であり、禰津家久はダ・ヴィンチを「水理学の父」と呼んでいる。
また、ガリレオ・ガリレイは落下体との比較のため水路実験を行っていた。このときに使った傾斜水路は、現在もパドヴァ大学に保存されている。
ルネサンス以後は、主にイタリア学派が中心となって水理学を発展させた。ガリレオの弟子でもあったベネデット・カステリは流れの連続式をより明確にし、エヴァンジェリスタ・トリチェリはタンクの流出速度に関する実験を行いトリチェリの定理を確立させた。さらに、ドメニコ・グリエルミニは開水路の抵抗則について、屋外での観察からその初歩を見出した。一方、フランス学派でも、エドム・マリオットが噴流の研究を行ったり「水理学(hydraulics)」という単語を初めて使用した。
このように、ルネサンスとその後の発展により水理学の初歩が形成されていったが、数学的な未熟さもあり、その成果を定式化するには至らなかった。

#### 基礎力学の確立と流体力学の誕生

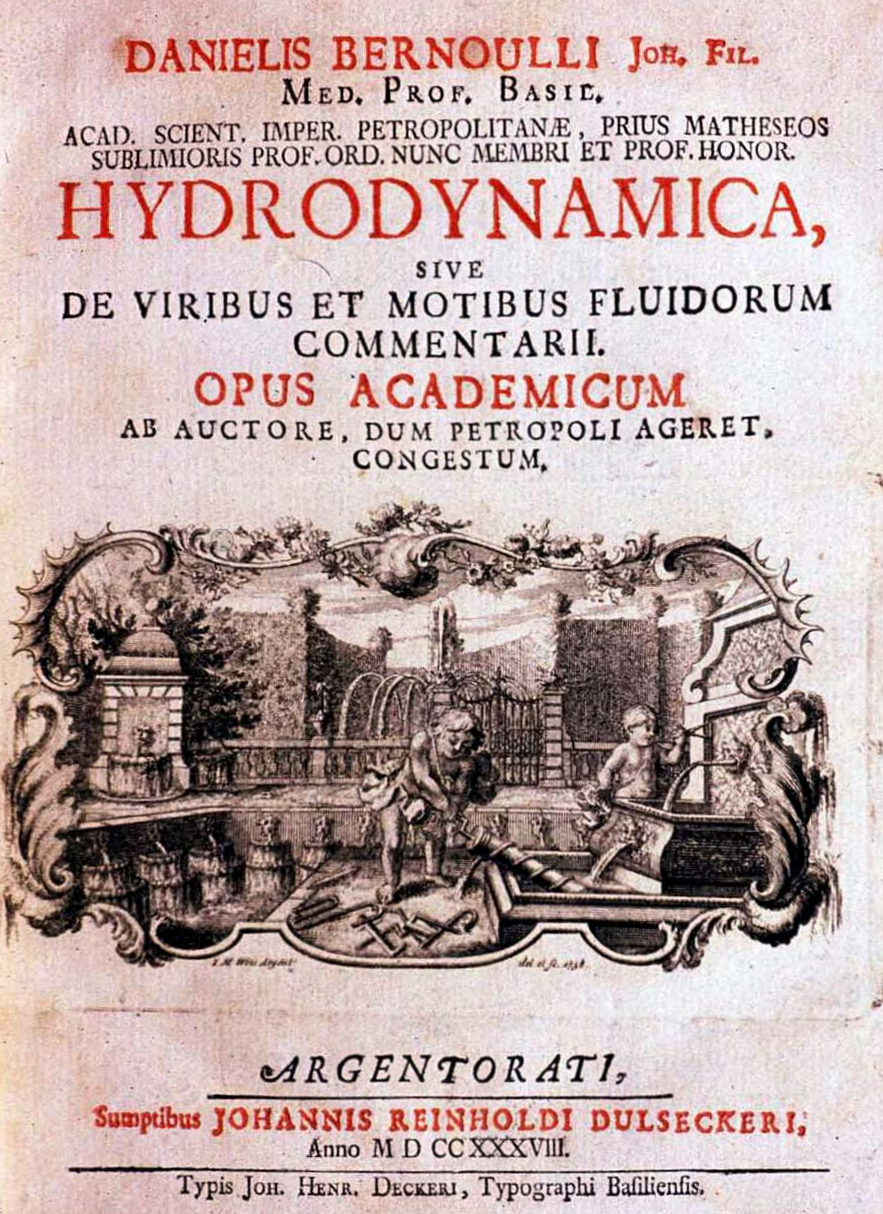
ダニエル・ベルヌーイ (1742)『Hydrodynamica』の標題紙

17世紀になると、ルネサンスがヨーロッパ各国に波及し、水理学もまた大きな飛躍をみせることとなる。
この時代において特に重要なことは、古典力学と、微分積分学など数学の発展である。古典力学はニュートン力学とも呼ばれ、その名の通りアイザック・ニュートンが確立した力学で、特にニュートンの法則は、後の流体力学を含む古典力学の基礎となった。さらに、ルネ・デカルトによる直交座標の導入、ゴットフリート・ライプニッツによる微分積分学の確立、その他ヤコブ・ベルヌーイ、ヨハン・ベルヌーイ、レオンハルト・オイラーによる数学の発展も、流体力学の誕生に大きく貢献した。
このような基礎的な学問の発展と同時に、この時代は水理学的には様々な発見・開発が行われた。ブレーズ・パスカルは、パスカルの原理を発見し静水力学の発展に貢献した。ロバート・フックはスクリューを発明し、クリスティアーン・ホイヘンスは遠心力や光学について研究し実験機器の改善に大きな役割を果たした。また、ニュートンは古典力学とは別にニュートン流体について研究し、その基礎を築いた。
18世紀には、レオンハルト・オイラーとダニエル・ベルヌーイによって流体力学が定式化され確立した。特に、ベルヌーイの定理と呼ばれる流体のエネルギー保存則を定式化して完全流体の基礎となった。この定理は、ダニエルが考案しオイラーが式にしたといわれている。
1738年にダニエル・ベルヌーイは『Hydrodynamica』（英: Hydrodynamics、日: 水力学）を出版した。その後1742年にダニエルの父親であるヨハン・ベルヌーイも『Hydraulica』（英: Hydraulics、日: 水理学）を出版したが、その際自分の優位性を示そうと出版日を1732年と10年早く出版したように偽った。しかし、内容的にはダニエルの『Hydrodynamica』の方が優れており、このようなダニエルの行動が「水力学・流体力学が水理学より学問的に上位である」と言われてしまう原因の1つであるといわれている。
また、ダニエルやオイラー以外にもフランス学派では
ジャン・ル・ロン・ダランベール
流体中の物体にかかる抵抗の研究を行いダランベールのパラドックスを発見した。
ジョゼフ＝ルイ・ラグランジュ
ポテンシャル流について理論研究を行った。
ピエール＝シモン・ラプラス
ラプラス方程式などで完全流体に関する研究を行った。
といった学者により研究がなされた。
このように、この時代は基礎的な力学や数学の確立・発展とそれに伴う流体力学の誕生があったが、このときの流体力学は、ほとんどが完全流体に関するものであって、数学的に華麗な展開をみせるも実際の現場に応用されることはなかった。

### 近代水理学

#### 計測機器・実用公式の開発
18世紀から19世紀にかけては、先のような理論的な流体力学と同時に、現場からの要請にこたえるべく経験的・実験的な水理学の発展があった（実験水理学）。
計測機器の点で言えばアンリ・ピトーによるピトー管の発明（流速の測定）、ジョヴァンニ・バッティスタ・ヴェンチュリによるベンチュリー管の発明（流量の測定）が挙げられる。
また、以下のように18世紀までに実験データがある程度蓄積され様々な実験公式が提案されたことにより、現場に適用されるようになった。
アントワーヌ・シェジー
パリの水道設計を行い、管路の抵抗則シェジー公式を提案した。
ジャン＝シャルル・ド・ボルダ
急拡管の実験を行いボルダ＝カルノの公式を発見、またオリフィスの設計も行った。
シャルル・ド・クーロン
フランスで河川管理を行い、また粘性流体について研究した。
ジャン＝バプティスト＝シャルル＝ジョセフ・ベランジェ
水面形方程式やベランジェの定理と呼ばれる限界水深に関する定理を発見した。
ガスパール＝ギュスターヴ・コリオリ
コリオリ数と呼ばれるエネルギー補正係数を考案した。
ゴットヒルフ・ハーゲン、ジャン・ポアズイユ
2人はそれぞれ独立に、円管の層流公式ハーゲン・ポアズイユ流れを発見した。
アデマール・ジャン・クロード・バレー・ド・サン＝ブナン
波の伝播速度や開水路の抵抗則についての公式を提案した。
ヘンリー・ダルシー
地下水の流れに関するダルシーの法則や、ダルシー・ワイスバッハの式を後述のワイスバッハとは独立に提案した。
ジュール・デュピュイ
開水路における水面形方程式の研究をした。
ユリウス・ワイスバッハ
ダルシー・ワイスバッハの式をダルシーとは独立に提案した。
ジャック・アントワーヌ・シャルル・ブレス
水面形方程式について研究し、ブレスの背水公式を提案した。
ウィリアム・フルード
相似則について研究を行い、フルード数を提案した。
ロバート・マニング
等流開水路の平均流速公式であるマニング公式を提案した。
これらの研究により、水理学の実用面に関する基本原理がほぼ確立し、特に、管路の抵抗と開水路の水面形が実験的・経験的とはいえ計算できるようになったことが大きな成果であった。

#### 完全流体・ポテンシャル流の研究
18世紀に確立した流体力学は、数学の複素関数論による研究と融合し、完全流体、特に渦なし流れであるポテンシャル流の研究へと発展していった（理論水理学）。
フランスを中心にたくさんの応用数学者がこの研究に関わったが、代表的な人物にヘルマン・フォン・ヘルムホルツやグスタフ・キルヒホフ、ジョージ・ビドル・エアリーらが挙げられる。彼らの研究により多くの流れが解析され、19世紀末にはポテンシャル流理論はほぼ完成し、1932年のホーレス・ラムによる『Hydrodynamics（第6版）』で集大成を迎えた。
しかし、これらはあくまで完全流体に対するものであって、「ダランベールのパラドックス」を回避できず流体抵抗や流れのエネルギー損失を計算できなかった。そのためこれらの研究は実際には実用とはかけ離れたものとなり、半ば「学者のお遊び」となりつつあった。ただし、流れの抵抗が関係しない水面波については、エアリの研究により実験と一致することが確認された。

#### 理論と実験の融合
先述のように、19世紀の流体力学による理論研究は、実験や経験から成果をあげている実用水理学とはかけ離れたものとなったが、実用性の観点から次第に粘性を持つ実在流体に対応する必要性が出てきた。
これに対応するものとして、アンリ・ナビエとジョージ・ガブリエル・ストークスはそれぞれ独自に、ニュートン流体に関する厳密な運動方程式であるナビエ・ストークス方程式を導いた。このナビエ・ストークス方程式の厳密解を導くことは一般的に不可能であるが、これによる知見からストークスは粘性流体中を降下する球の速度に関するストークスの公式を発見した。また、オズボーン・レイノルズはマンチェスター大学で実験を行い、流れが層流と乱流とに区別できることを発見し、レイノルズ数を考案した。これにより、ポテンシャル流理論では再現できなかった流れが理解された。さらに、ジョセフ・バレンティン・ブシネスクは乱流について渦動粘性数によるモデルを提案した。
そして、この理論と現実との大きなギャップを一気に縮めたものが、1904年にルートヴィヒ・プラントルが発表した「境界層理論」である。この境界層理論により、物体付近の粘性の効く境界層とそうでないポテンシャル流による展開が可能な領域が区別されることになった。禰津家久は、この2つの学問のギャップを一気に埋めたという意味でプラントルを「近代流体力学の父」と評価している。その後、境界層理論は、プラントルの弟子であるセオドア・フォン・カルマン、パウル・リヒャルト・ハインリッヒ・ブラジウス、ヨセフ・ニクラーゼ、ヴァルテル・トルミーン、ヘルマン・シュリヒティングなど「ゲッティンゲン学派」によって研究され、シュヒティングによる『Boundary Layer Theory』（境界層理論）によって集大成された。
さらに乱流についても、カルマンやジェフェリー・イングラム・テイラーによる乱流の等方性理論、アンドレイ・コルモゴロフによる局所等方性理論が発表され、実際から大きくかけ離れていた流体力学の理論は実在流体に適用できるものとなった（なお、カルマンは1911年に有名なカルマン渦列を発見している）。

### 現代の水理学
1950、1960年代にかけて、電子機器の発達により計測機器などの性能が向上し、また、アメリカの国家航空諮問委員会による風洞実験が盛んに行われた。しかし、これらはそのほとんどが統計乱流理論に基づくもので、「流れ場の変動に対して統計的処理を行えば乱流構造が解明できる」との認識に基づいていた。そういった意味でこの時代は皮肉的な意味合いをこめて「点計測の黄金時代」と呼ばれる。
その後、1967年にスタンフォード大学の研究グループが「バースト現象」と呼ばれる現象を発見した。これは、「組織乱流」とも呼ばれ、その名の通り組織だった乱流であり、当時の認識であった「乱流とは完全にランダムである」という定説を覆した。そしてこの組織乱流に関する話題は、コンピューターを用いた数値流体力学の発展と共に、現在も研究が盛んに行われている分野である。
また、アメリカでは、カルマンが1930年にアメリカのカリフォルニア工科大学の教授となり、ハンス・アルベルト・アインシュタイン、ハンター・ラウス、アーサー・トーマス・イッペンらがその元で研究を行いアメリカにおける水理学・流体力学は大きく発展した。
現代における水理学について、ラウスは自身の著書『水理技術者のための流体力学』(Fluid Mechanics for Hydrauclic Engineers)の中で「経験則のみに頼った水理学・河川工学ではなく、流体力学的な観点が必要である」と主張している。古くから経験的に体系付けられてきた水理学は、1950年代以降になりようやく流れの基礎であるナビエ・ストークス方程式に立脚した研究が行われるようになり、1980年代からは水理学・水工学で重要な開水路における乱流の研究がなされてきた。このように、現在の水理学の分野ではこうした流体力学のもとで体系化がなされている。